# Craig Blackwood
Craig Anderson Blackwood (* 28. Mai 1956 in Whangārei) ist ein ehemaliger neuseeländischer Squashspieler.

## Karriere
Craig Blackwood nahm mit der neuseeländischen Nationalmannschaft 1979 und 1981 an der Weltmeisterschaft teil. Auch 1983 war er nominiert, musste aber aus Krankheitsgründen absagen. Im Einzel stand er zwischen 1976 und 1980 dreimal im Hauptfeld der Weltmeisterschaft. Sein bestes Resultat erzielte er 1980 mit dem Einzug in die zweite Runde. 1983 wurde er hinter Stuart Davenport neuseeländischer Vizemeister.
Seine Schwester Robyn Blackwood, deren Trainer er für den größten Teil ihrer Karriere er war, war ebenfalls eine erfolgreiche Squashspielerin.

## Erfolge
- Neuseeländischer Vizemeister: 1983